# Las cosas que vives (álbum)
Le cose che vivi (en español: Las cosas que vives) es el tercer álbum de estudio y segundo álbum en español de la cantante italiana Laura Pausini y el más vendido de su carrera discográfica. Lanzado en 1996 por Warner Music. Fue el disco que confirmó el éxito de la cantante en el exterior, vendiendo más de 10 millones de copias.
El 12 de septiembre de 1996 el disco fue publicado en treinta y siete países. Posteriormente, el 9 de diciembre del mismo año Las cosas que vives se publicó para España y toda la región de América Latina.
El primer sencillo del álbum se tituló «Inolvidable—Incancellabile—Inesquecível» con sus versiones en español, italiano y portugués respectivamente. La canción alcanzó gran popularidad, hoy en día una de las canciones más recordadas de la cantante. A nivel comercial, en los Estados Unidos se posicionó como número tres en la categoría Latin Pop Songs, mientras que en la categoría de Hot Latin Songs, se ubicó en la casilla número trece. En Europa logró posicionarse como número trece y diecisiete en la región de Flandes y Valona en Bélgica. En Países Bajos, la canción debutó en la casilla número cuarenta y cuatro, en su posterior semana se ubica como número treinta y siente, logrando así su posición más alta. El sencillo logró vender un millón de copias a nivel mundial.
«Las cosas que vives—Le cose che vivi» fue elegida como el segundo sencillo del álbum. Este tema gozó de buena recepción comercial en los Estados Unidos, en la lista de Latin Pop Songs se ubicó en la posición número uno, brindándole así a la cantante su segundo sencillo número uno, mientras que en el Hot Latin Songs se posicionó como número seis. El vídeo musical de «Las cosas que vives» obtuvo una nominación a los Grammy en la categoría de «Mejor vídeo musical». Sus dos posteriores sencillos «Escucha a tu corazón» y «Dos enamorados» se posicionaron como número cuatro en la categoría Latin Pop Songs en los Estados Unidos.
Para promocionar el álbum, Pausini realizó su tercera gira, y primera gira internacional la cual le tituló World Wide Tour 1997, la cual comenzó en Ginebra, Suiza el primero de marzo de 1997 y terminó en Atlantic City en los Estados Unidos. Con esta gira ofreció ocho conciertos en su Italia natal y por primera vez visitó los Estados Unidos y Canadá, países de América Latina como Argentina, Brasil, Chile, Colombia,Guatemala, México, Perú, Puerto Rico, República Dominicana y Venezuela, y países en Europa como Bélgica, España, Francia, Países Bajos, Portugal y Suiza, ofreciendo cincuenta y cuatro conciertos en su totalidad.
Las cosas que vives es la edición en castellano para el mercado castellanohablante, y el segundo en este idioma.
Tudo o que eu vivo fue lanzado como una edición especial del disco Le cose che vivi y hecha exclusivamente para Brasil. El disco tiene las mismas canciones que el álbum en italiano a excepción de tres canciones, interpretadas en portugués: «Tudo o que eu vivo», «Inesquecível» y «Apaixonados como nós».

## Lista de canciones

### Le cose che vivi
| N.º | Título                    | Letras                      | Música                                                        | Duración |  |
| 1.  | «Le cose che vivi»        | Cheope, Fabrizio Pausini    | Giuseppe Carella, Fabrizio Baldoni, Gino de Stefani           | 4:36     |  |
| 2.  | «Ascolta il tuo cuore»    | Cheope, F. Pausini          | Vito Mastrofrancesco, Alberto Mastrofrancesco, Charles Cohiba | 4:41     |  |
| 3.  | «Incancellabile»          | Cheope                      | Carella, Baldoni, de Stefani                                  | 3:50     |  |
| 4.  | «Seamisai»                | Cheope                      | Carella                                                       | 3:39     |  |
| 5.  | «Angeli nel blu»          | Cheope, Leonello Meneghetti | Eric Buffat, Leonardo Abbate                                  | 5:15     |  |
| 6.  | «Mi dispiace»             | Dati                        | Giuseppe Dati, Goffredo Orlandi                               | 6:03     |  |
| 7.  | «Due innamorati come noi» | Cheope                      | Roberto Buti, Roberto Capaccioli                              | 4:42     |  |
| 8.  | «Che storia è»            | Cheope, F. Pausini          | Gabriele Fersini                                              | 4:12     |  |
| 9.  | «16/5/74»                 | Cheope                      | Carella                                                       | 4:44     |  |
| 10. | «Un giorno senza te»      | Cheope                      | Buti                                                          | 4:56     |  |
| 11. | «La voce»                 | Cheope, F. Pausini          | Buffat, Telonio                                               | 4:54     |  |
| 12. | «Il mondo che vorrei»     | Laura Pausini               | Buffat, Gianni Salvatori                                      | 4:11     |  |

| Brazilian edition bonus tracks |                        |                          |                                                     |                         |          |  |
| N.º                            | Título                 | Letras                   | Música                                              | Adaptación en portugués | Duración |  |
| 13.                            | «Tudo o que eu vivo»   | Cheope, Fabrizio Pausini | Giuseppe Carella, Fabrizio Baldoni, Gino de Stefani | Cláudio Rabello         | 4:31     |  |
| 14.                            | «Inesquecível»         | Cheope                   | Carella, Baldoni, de Stefani                        | Rabello                 | 3:48     |  |
| 15.                            | «Apaixonados como nós» | Cheope                   | Roberto Buti, Roberto Capaccioli                    | Rabello                 | 4:11     |  |

### Las cosas que vives
| N.º | Título                 | Letras                      | Música                                                        | Adaptación en español | Duración |  |
| 1.  | «Las cosas que vives»  | Cheope, Fabrizio Pausini    | Giuseppe Carella, Fabrizio Baldoni, Gino de Stefani           | Badia                 | 4:30     |  |
| 2.  | «Escucha a tu corazón» | Cheope, F. Pausini          | Vito Mastrofrancesco, Alberto Mastrofrancesco, Charles Cohiba | Badia                 | 4:41     |  |
| 3.  | «Inolvidable»          | Cheope                      | Carella, Baldoni, de Stefani                                  | Badia                 | 3:50     |  |
| 4.  | «Cuando se ama»        | Cheope                      | Carella                                                       | Badia                 | 3:39     |  |
| 5.  | «Ángeles en el cielo»  | Cheope, Leonello Meneghetti | Eric Buffat, Leonardo Abbate                                  | Badia                 | 5:15     |  |
| 6.  | «Lo siento»            | Dati                        | Giuseppe Dati, Goffredo Orlandi                               | Badia                 | 6:03     |  |
| 7.  | «Dos enamorados»       | Cheope                      | Roberto Buti, Roberto Capaccioli                              | Badia                 | 4:42     |  |
| 8.  | «¿Qué historia es?»    | Cheope, F. Pausini          | Gabriele Fersini                                              | Badia                 | 4:12     |  |
| 9.  | «16/5/74»              | Cheope                      | Carella                                                       | Badia                 | 4:44     |  |
| 10. | «Un día sin ti»        | Cheope                      | Buti                                                          | Badia                 | 4:56     |  |
| 11. | «La voz»               | Cheope, F. Pausini          | Buffat, Telonio                                               | Badia                 | 4:54     |  |
| 12. | «El mundo que soñé»    | Laura Pausini               | Buffat, Gianni Salvatori                                      | Badia                 | 4:11     |  |

## Posicionamiento en las listas
| País (Lista)                      | Mejor posición |
| --------------------------------- | -------------- |
| Bélgica (Flandes)                 | 4              |
| Bélgica (Valonia)                 | 3              |
| España                            | 2              |
| Estados Unidos (Latin Pop Albums) | 15             |
| Estados Unidos (Top Latin Albums) | 9              |
| Francia                           | 15             |
| Italia                            | 2              |
| Noruega                           | 12             |
| Países Bajos                      | 6              |
| Portugal                          | 2              |
| Suecia                            | 2              |
| Suiza                             | 1              |

| País           | Lista                     | Posición |      |      |      |      |      |
| 1996           | 1996                      | 1996     | 1996 | 1996 | 1996 | 1996 | 1996 |
| -------------- | ------------------------- | -------- | ---- | ---- | ---- | ---- | ---- |
| España         | Promusicae                | 19       |      |      |      |      |      |
| Italia         | Hit Parade                | 36       |      |      |      |      |      |
| Suiza          | Schweizer Jahreshitparade | 34       |      |      |      |      |      |
| 1997           |                           |          |      |      |      |      |      |
| España         | Promusicae                | 44       |      |      |      |      |      |
| Estados Unidos | Latin Pop Albums          | 15       |      |      |      |      |      |
| Estados Unidos | Top Latin Albums          | 40       |      |      |      |      |      |

## Certificaciones
| Territorio   | Organismo certificador | Certificación    | Ventas certificadas | Simbolización | Ref.   |
| ------------ | ---------------------- | ---------------- | ------------------- | ------------- | ------ |
| Argentina    | CAPIF                  | Platino          | 100 000             | ▲             | [ 27 ] |
| Bélgica      | BEA                    | Oro              | 25 000              | ●             | [ 28 ] |
| Brasil       | ABPD                   | Platino          | 500 000             | —             | [ 30 ] |
| Chile        | IFPI — Chile           | Multi—Platino    | 100 000             | ▲             | [ 31 ] |
| Colombia     | ASINCOL                | Oro              | 100 000             | ●             | [ 32 ] |
| España       | Promusicae             | 4x Platino       | 400 000             | 4▲            | [ 33 ] |
| Italia       | FIMI                   | 5x Platino       | 500 000             | 5▲            | [ 34 ] |
| México       | Amprofon               | 2x Oro           | 200 000             | 2●            | [ 35 ] |
| Países Bajos | NVPI                   | Oro              | 50 000              | ●             | [ 36 ] |
| Portugal     | AFP                    | Platino          | 60 000              | ▲             | [ 37 ] |
| Suecia       | GLF                    | Oro              | 50 000              | ●             | [ 38 ] |
| Suiza        | IFPI — Suiza           | Platino          | 80 000              | ▲             | [ 39 ] |
| Europa       | IFPI                   | Platino          | 1 000               | ▲             | [ 40 ] |
| Venezuela    | AVINPRO                | 2x Platino + Oro | 250 000             | 2▲+●          | [ 41 ] |